# Alfonso Sánchez Delgado
Alfonso Sánchez Delgado (Jaén, España, 14 de febrero de 1987) es un jugador español de baloncesto formado en la cantera de Unicaja Málaga. Juega de escolta y su actual equipo es el Real Betis Energía Plus de España.

## Trayectoria
Sánchez se formó en las categorías inferiores del Unicaja Málaga. Jugó en el Club Baloncesto Marbella y en el equipo del Unicaja en la Liga EBA. Posteriormente, en las temporadas 2005-2006 y 2006-2007 fue alternando el primer equipo de la ACB con el Baloncesto Axarquía en la LEB Plata.
Su debut en la ACB se produjo el 13 de noviembre de 2005 en un partido que enfrentó al Unicaja con el Llanera Menorca. En septiembre de 2008 fue operado de una lesión en el escafoides de la mano derecha y que le hizo estar de baja el comienzo de la temporada.
El jugador cuenta con una dilatada experiencia en ACB donde no ha podido tener la continuidad deseada por su mala fortuna con las lesiones. Además de con Unicaja, el jienense ha jugado en Liga Endesa con las camisetas de Obradoiro, Lucentum Alicante y Gipuzkoa Basket. 
En 2015 firma con La Bruixa d'Or hasta final de temporada. Durante la temporada 2014-15 jugó en el  Clínicas Rincón en Adecco Oro con unos promedios de 12.8 puntos, 2.5 rebotes y 2.1 asistencias.

## Selección nacional
Ha sido internacional con la Selección de baloncesto de España a nivel junior y Sub-20. Con ella ha ganado la medalla de plata en el Campeonato Europeo de Baloncesto sub-20 disputado en Nova Gorica en 2007.

## Clubes
- Club Baloncesto Málaga (EBA): 2003-2005.
- Baloncesto Axarquía (LEB Plata): 2005-2007.
- Club Baloncesto Málaga (ACB): 2005-2009.
- Lucentum Alicante (LEB Oro): 2009
- Xacobeo Blu:sens (ACB): 2009-2010
- San Sebastián Gipuzkoa Basket Club (ACB): 2010
- Club Ourense Baloncesto  (LEB Oro): 2012 - 2013
- Club Baloncesto Axarquía  (LEB Oro): 2012 - 2015
- Bàsquet Manresa (ACB): 2015.
- Real Betis Energía Plus (ACB): 2015-2018.
- Sin equipo (ACB): 2018-.

## Palmarés

### Campeonatos nacionales
| Título                     | Club           | País   | Año  |
| -------------------------- | -------------- | ------ | ---- |
| Copa del Rey de Baloncesto | Unicaja Málaga | España | 2005 |
| Liga ACB                   | Unicaja Málaga | España | 2005 |